# Immensa aeterni Dei
Immensa aeterni Dei -en español, La inmensa (sabiduría) de Dios-, del 22 de enero de 1588, es una constitución apostólica, emitida por forma de bula  por el papa Sixto V, mediante la que dotó a la Curia Romana  de la estructura orgánica que, de algún modo, mantiene actualmente. La constitución estableció quince congregaciones permanentes de cardenales, algunas de nueva creación, otras ya existían y son confirmadas o reorganizadas. Entre las congregaciones, nueve tenían como el gobierno espiritual de la Iglesia, las seis restantes atendían al gobierno de los Estados Pontificios.

## Historia
El principal objetivo del papa Sixto V, elegido por aclamación el 24 de abril de 1585, fue reformar la Iglesia, reorganizar su gobierno y aplicar rigurosamente los decretos del Concilio de Trento, impulsando un renovado clima de moralidad en primer lugar entre obispos y prelados. El 3 de diciembre de 1586, mediante la bula Postquam verus, reorganizó el colegio cardenalicio, que quedó compuesto por setenta cardenales (seis con e título de cardenales obispos, cincuenta de cardenales presbíteros y catorce de cardenales diáconos); esto le permitió una renovación del consistorio. Ante de su pontificado la mayor parte de los asuntos eclesiásticos eran resueltos por el papa con el consistorio, al que podían asistir todos los cardenales.
Con la constitución Immensa aeterni Dei, el pontífice reestructuró la Curia romana, perfeccionando el sistema de congregaciones permanentes, inaugurado en 1542 por el papa Pablo III con la creación de la Congregación de la Inquisición. En el momento de su elección, el gobierno central de la Iglesia ya tenía como eje las Congregaciones permanentes. El pontífice heredó de sus predecesores las siguientes congregaciones: la de la Inquisición, del Índice, del Concilio y de los Obispos, más otras ya un funcionamiento con carácter temporal. Contaba, además con la Congregación de regulares, que él mismo había creado el 17 de mayo de 1586, y por tanto antes de promulgar la cons. apost. Immensa aeterni Dei. 

## Congregaciones de Cardenales
La  organización de la Curia operada por esta constitución apostólica supuso el establecimientos de comisiones permanentes (las llamadas congregaciones) formadas, al menos por tres cardenales, con un secretario, y auxiliados por teólogos y juristas con una función consultiva. Esta organización redujo de algún modo el pesos políitco del Colegio de Cardenales, pues el papa el papa pudo nombrar para estas congregaciones cardenales creados por el mismo y sin vínculos con las familias nobles romanas. La bula que recoge la constitución apostólica enumera las congregaciones comenzando por la de la Inquisición, seguida por la de Signatura de Gracia, el papa se reservó la presidencia de estas dos congregaciones, después seguían hasta alcanzar el número de quince congregaciones permanentes, de ellas nueve estaban dedicadas al gobierno de la Iglesia y los seis restantes a la administración de los Estados Pontificios.

### Congregaciones para el gobierno de la Iglesia
1. Congregación de la Santa Inquisición, establecida en 1542 por el Papa Pablo III y encargada de la protección de la pureza de la fe, "el fundamento de todo el edificio espiritual". Denominada desde la const. apost. Sapienti consilio como Congregación del Santo Oificio, y desde la Regimini Ecclesiae universae Congregación para la Doctrina de la Fe.
2. Congregación de la Signatura de Gracia, a la que correspondía el estudio de las peticiones de indulto
3. Congregación para la Erección de iglesias y disposiciones consistoriales, Precedente de la Congregación Consistorial establecida en la consti. apost. Sapienti Consilio, de Pío X. Posteriormente, con la const. apost. Regimini Ecclesiae universae, de Pablo VI, esta congregación pasó a denominarse, Congregación para los Obispos.
4. Congregación  para los Ritos y ceremonias sagradas, encargada de los asuntos litúrgicos .
5. Congregación para el índice de libros prohibidos, ya existente, encargada de examinar las obras sospechosas de herejía y de confeccionar los índices con los libros prohibidos
6. Congregación para la Ejecución e Interpretación del Concilio de Trento, establecida en 1564 por el Papa Pío IV, encargada de proporcionar la interpretación auténtica de los cánones del Concilio Tridentino, de resolver las cuestiones controvertidas relacionadas con él y de supervisar los concilios provinciales.
7. Congregación para la Universidad de los estudios romanos, instituida para los estudios teológicos y jurídicos, se ocupaba de todos los colegios romanos.
8. Congregación para las Consultas de los regulares, fundada por el propio Sixto V en 1586 y encargada de todo lo relacionado con las órdenes religiosas .
9. Congregación para las Consultas de obispos y otros prelados, fundada por Gregorio XIII en 1576, para resolver las cuestiones entre patriarcas, obispos y prelados seculares. La constitución  apostólica Sapienti Consilio, de Pïo X, encomendó estas cuestiones a la Congregación Consistorial.
10. Congregación para la Tipografía del Vaticano, una imprenta fundada por Sixto V.

### Congregaciones para el gobierno de los Estados Pontificios
1. Congregación de la Annona, encargada de abastecer a las habitantes de los Estados Pontificios, para prevenir el hambre y la miseria.
2. Congregación para el Establecimiento y funcionamiento de la flota para la defensa del estado eclesiástico.[3] .
3. Congregación de Socorros, para la organización de los municipios del estado pontificio y su protección.
4. Congregación para las Calles, puentes y aguas, encargada de la construcción y mantenimiento de caminos, puentes y acueductos.
5. Congregación de la Sacra Consulta, también conocido como Consejo de Estado, a modo de tribunal supremo con el cometido de conocer de las causas civiles, penales y mixtas como recurso final.

## Posteriores modificaciones
En los tres siglos que siguieron a la reforma de Sixto V, la experiencia en el funcionamiento de estas Congregaciones dieron lugar a cambios, fusiones e instituciones de nuevos departamentos que respondían a las necesidades del momento histórico. La Congregación para los Caminos, Puentes y Aguas en 1590 quedó limitada por el propio Sixto V en cuanto a competencias y sólo se ocupaba de Acqua Felice; la Congregación de la Annona no llegó a funcionar de un modo operativo,  pues sus competencias ya eran ejercidas por el cardenal camarlengo y el presidente de la Annona; la Congregación de Socorros se agregó en 1592 a la Congregación del Buen Gobierno recién establecida por el papa Clemente VIII y fue absorbida por ella bajo el Papa Pablo V. En1593 Clemente VIII unificó las congregaciones de obispos y regulares creando la Congregación de obispos y regulares. 
Los cambios político-geográficos, con la desaparición del Estado de la Iglesia, tuvieron mayor incidencia en la reforma de la Curia que el Papa Pío X aprobó el 29 de junio de 1908 con la constitución apostólica Sapienti consilio. A estas han seguido varias reformas de la Curia, algunas puntuales, y varrias otras estructurales, como la de Pablo VI, mediante la const. apost. Regimini Ecclesiae universae (1967), Juan Pablo II, con la const. apost. Pastor Bonus (1988) y el papa Francisco, con la const. apost. Praedicate evangelium (2022)